# エスタン (アヴェロン県)
エスタン (Estaing、オック語:Estanh）は、フランス、オクシタニー地域圏、アヴェロン県のコミューン。フランスの最も美しい村の1つ。

## 地理

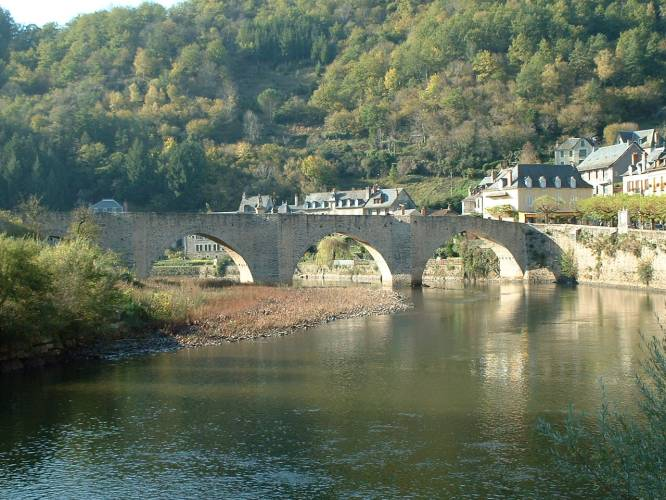
ロット川にかかるエスタンの橋

アヴェロン県北東部にあるエスタンは、面積が16,96 km2である。南側の境界線となっているのがロット川で、支流のクサンヌ川もコミューン内を流れてエスタンの村でロット川と合流する。
標高の最低地点である301mは、ロット川がコミューンから離れた先、隣接するコミューンのゴラナックとネラックとの境界になっているゴラナック・ダムの西側である。標高の最高地点である760mは、ネラックとの境界に近いレ・プラという場所からすぐの、コミューン最北の地点にある。
県道22号線、97号線、980号線の交差点にあるエスタンの村は、直線距離でエスパリオンの北西8km、ラギオールの南西20km、県庁所在地ロデーズの北北東24kmにある。

## 由来
小さな村は1082年にde Stagnoの名で記載された。水のたまる場所を意味するétang（池または潟）からきている。

## 歴史
13世紀発祥のエスタン家は、ルエルグ有数の貴族家門であったが、18世紀に断絶した。エスタンの家名は、1922年にジスカール家の数人が継承している。その1人がフランス元大統領、ヴァレリー・ジスカール・デスタンである。

### 巡礼路
エスタンは、フランスのサンティアゴ・デ・コンポステーラの巡礼路の1つ、ル・ピュイの道が通っている。巡礼路は南のベシュエジュルからエスタン、その後ゴラナックの町とサン・マルタン教会へ至る。村はかつて、北東からコンクへと向かう道がロット川を渡る際のポイントの1つとみなされていた。落とし穴や、過酷な環境のオブラック地方を避けたい巡礼者たちの中には、ラギオールを経由してサン＝フルールから直接エスタンに到着した者もいれば、サント・ジュヌヴィエーヴ・シュル・アルジャンスとヴィアデーヌ高原を通過した者もいた。
エスタンは、サンティアゴ巡礼の人々が通過の際に残していった痕跡、記憶をいまも生かし続けている。サン・フルーレ祭りは19世紀以来毎年7月の第一日曜日に行われる。伝統的に、カトリックのオーヴェルニュ司教座の司教とみなされてきたフルーレは、聖フルールと同一視され、聖遺物が1361年から1368年頃にエスタン家のピエール・デスタン枢機卿によってエスタンに持ち込まれた。フルーレはエスタンの守護聖人となり、6世紀以上、毎年7月の第一日曜日に特別豪華に祭りが祝われてきた。数百人の人々は聖職者や輝かしいエスタン家の人々の扮装をする。彼らは、聖遺物である古い胸像を掲げた礼拝行進に続いて練り歩き、そのうち、『コキーユ（ホタテ）のジャック』と呼ばれる3、4人の参加者たちは、大きな帽子をかぶり（巡礼者の証である）貝殻を身に着けて、ひょうたんと大鐘を装備する。

## 人口統計
2016年時点のコミューン人口は475人で、2011年時点の人口より20.3%減少した。
| 1962年 | 1968年 | 1975年 | 1982年 | 1990年 | 1999年 | 2006年 | 2016年 |
| ------ | ------ | ------ | ------ | ------ | ------ | ------ | ------ |
| 809    | 718    | 667    | 666    | 665    | 612    | 610    | 475    |

参照元:1962年から1999年までは複数コミューンに住所登録をする者の重複分を除いたもの。それ以降は当該コミューンの人口統計によるもの。1999年までEHESS/Cassini、2006年以降INSEE

## 史跡

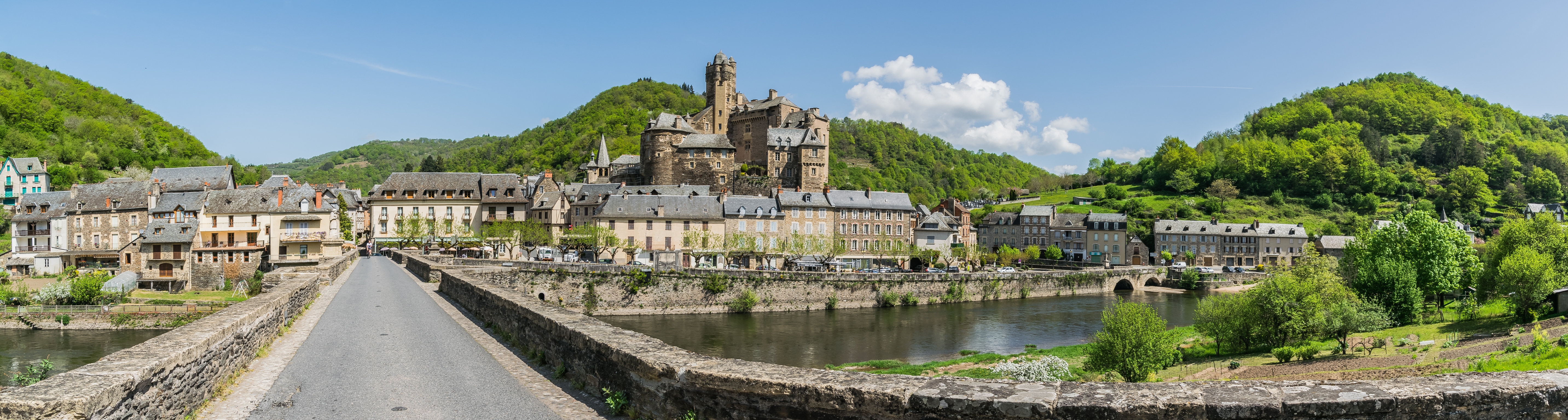
パノラマ

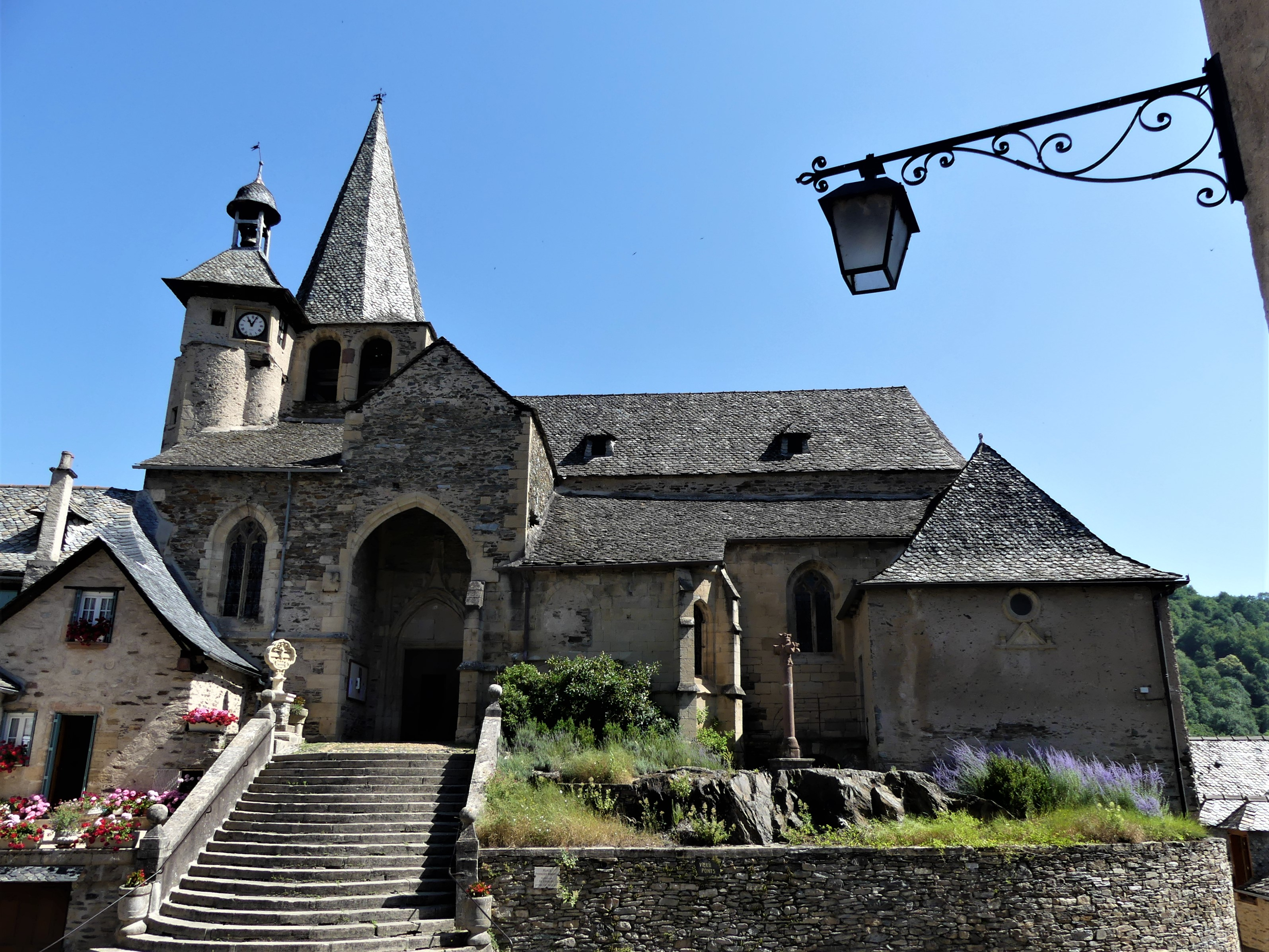
シャトー - 村を見下ろすのは、1945年に歴史的記念物に指定された印象的なエスタンのシャトーである[6]。シャトーは、歴史的なエスタン家の存在を想起させる。シャトーはロット川とクサンヌ川の合流地点を見下ろしている。その歴史は15世紀までさかのぼり、2005年に元大統領ヴァレリー・ジスカール・デスタン、ヴァレリーの弟で元アルプ＝マリティーム県選出国会議員・元エスタン首長のオリヴィエ・ジスカール・デスタン、そして彼らのいとこフィリップ・ジスカール・デスタンらによって購入された。このシャトーは、コンクのサント・フォワ修道院とともに、アヴェロン県の最も有名で最も輝く記念物の1つである。フランス第一共和政時代、エスタン提督がギロチン刑となった後、シャトーは分割されて売られた。1836年、サン・ジョゼフ会の修道女たちが、小修道院、学校、養老院として利用するためにシャトーを購入した。彼女たちは2000年にシャトーをコミューンに譲った。2005年に不動産会社が仲介に入って51万ユーロでジスカール・デスタン家に売却された[7]。
- エスタン橋 - ロット川に架かり、左岸のセブラザックと右岸のエスタンをつなぐ。1490年から建っている。歴史的記念物[8]
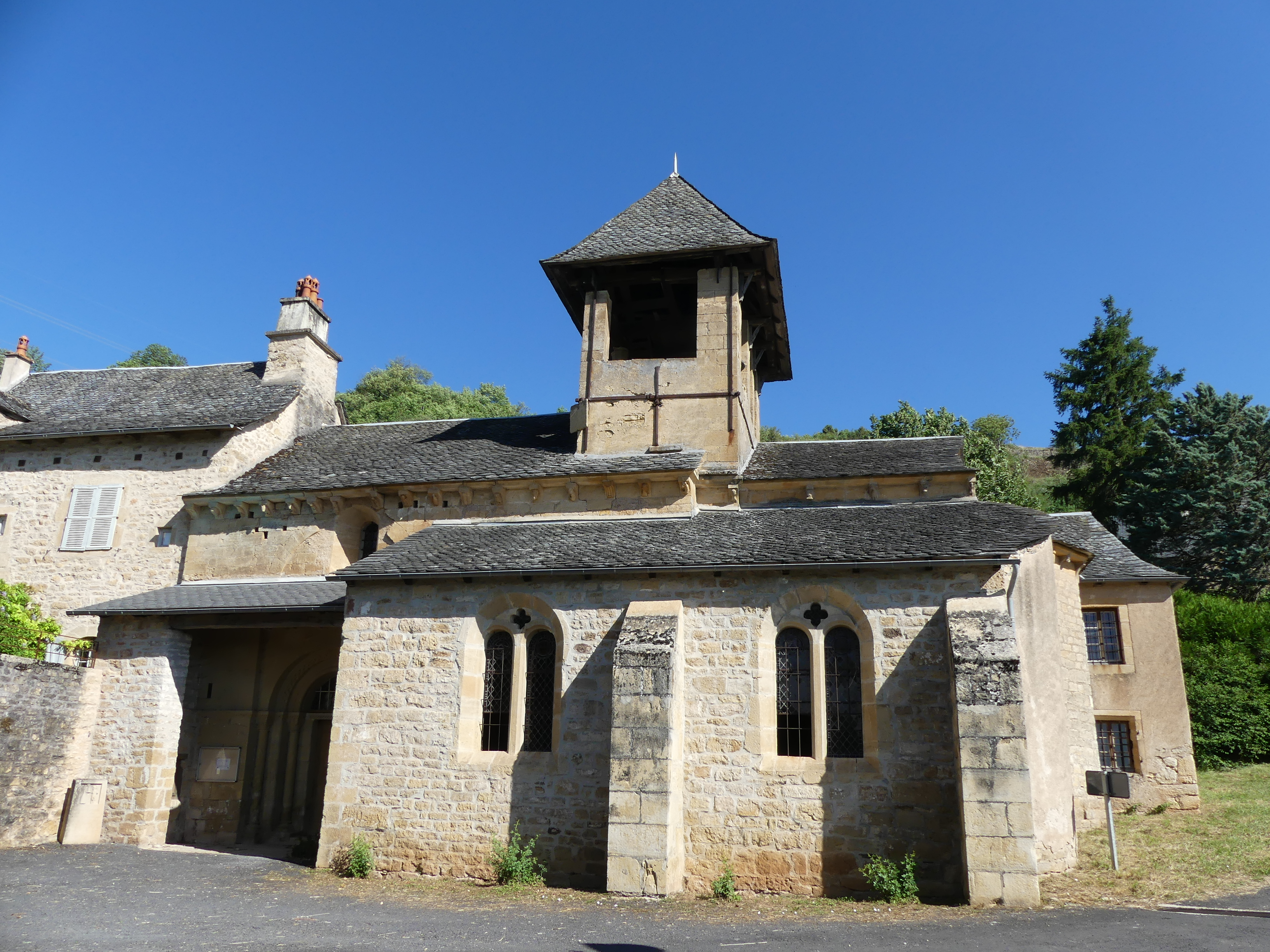
サン・フルーレ教会 - 15世紀。歴史的記念物[9]。かつてサン・フルーレ小修道院があった場所に建てられた。15世紀のキリスト像、17世紀のピエタ像、金色の祭壇の中には聖ジャック像を収蔵。
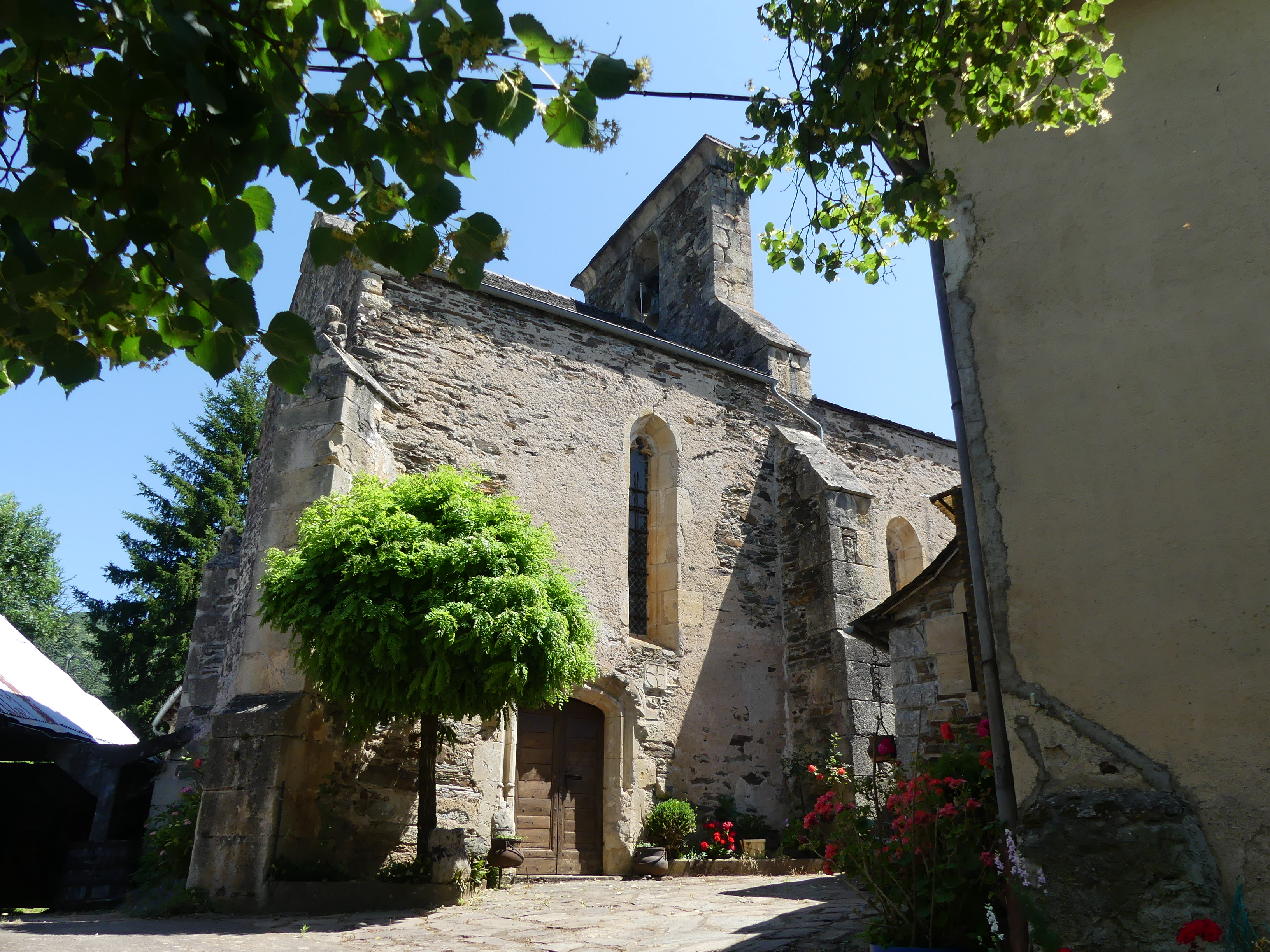
ウラドゥの礼拝堂
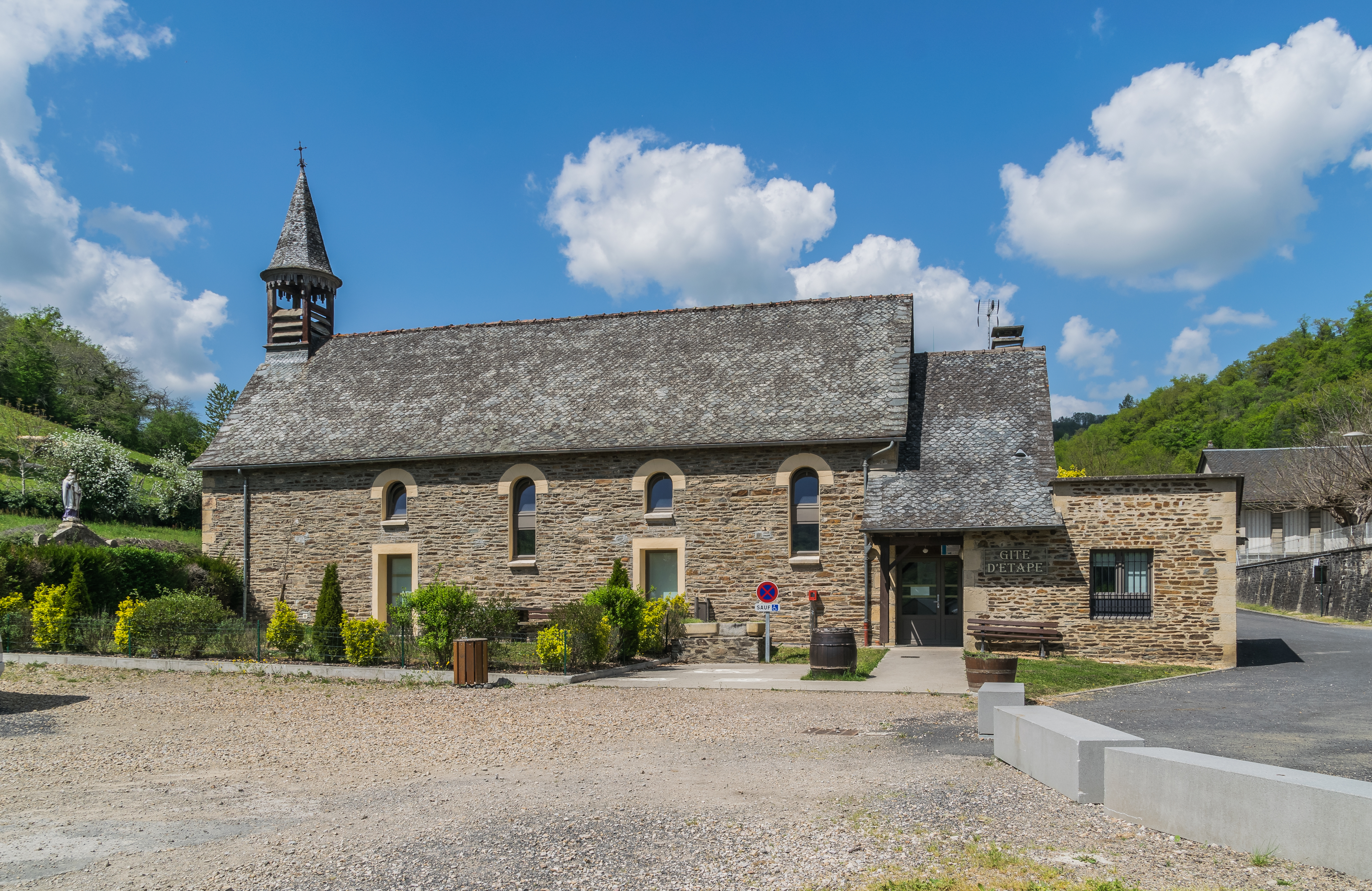
サン・フルーレの礼拝堂
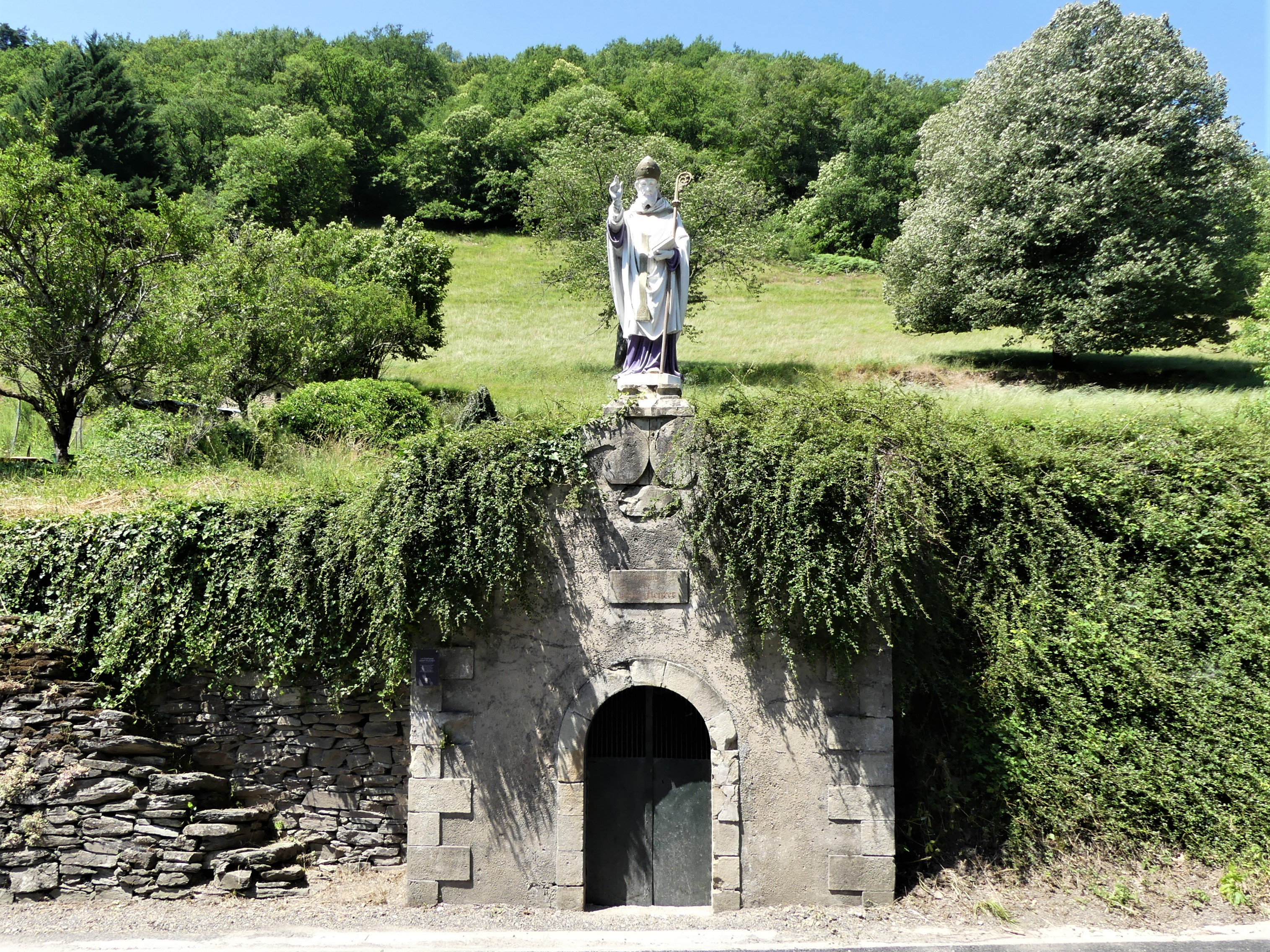
サン・フルーレの泉

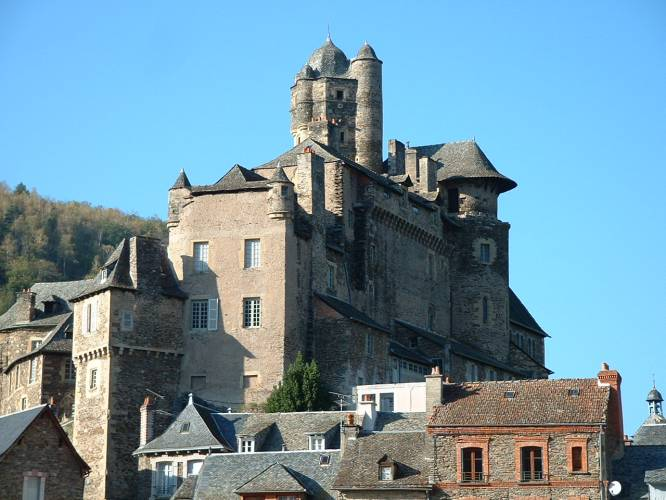
エスタンのシャトー。15世紀から17世紀
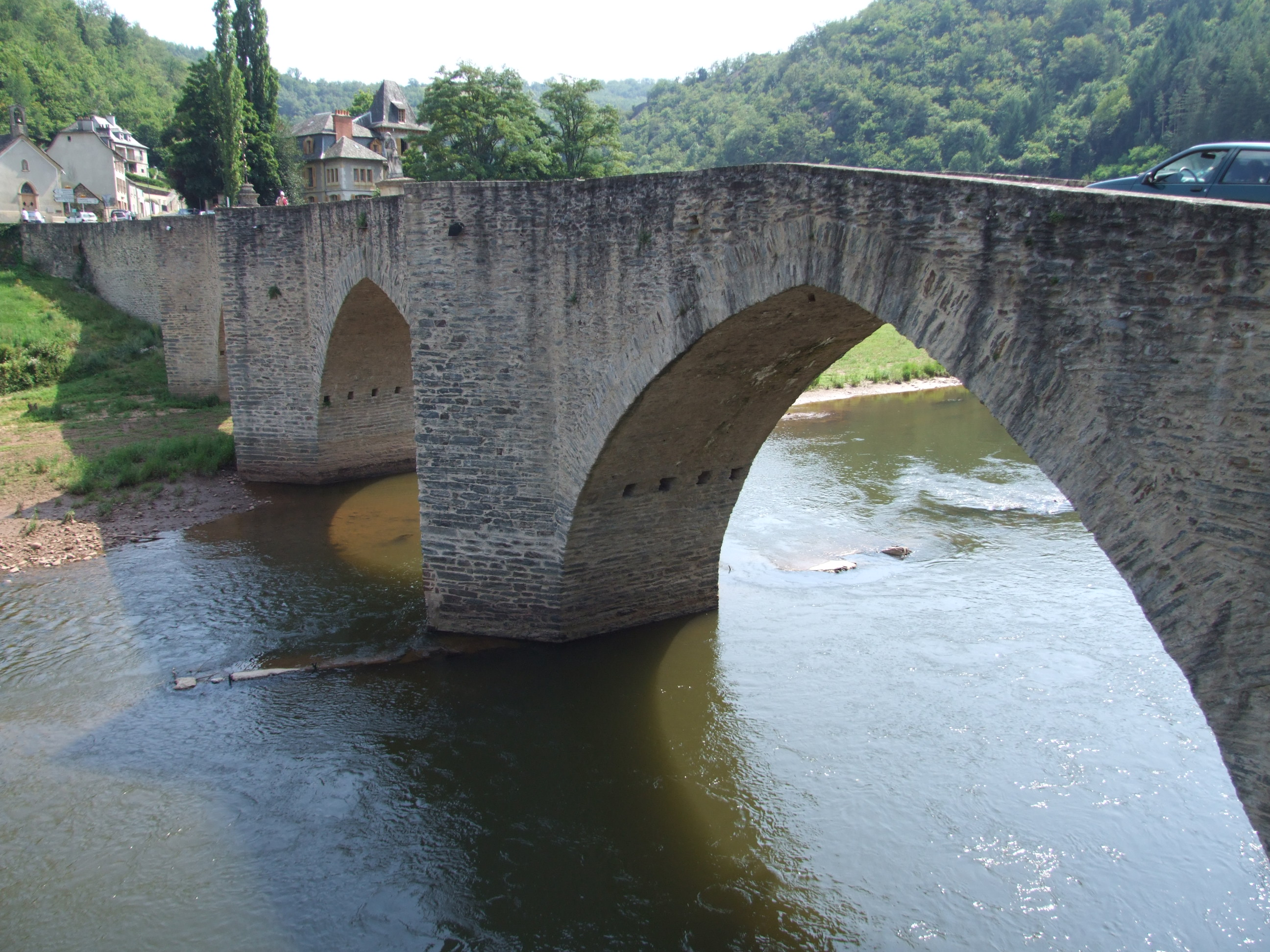
ゴシック建築の橋
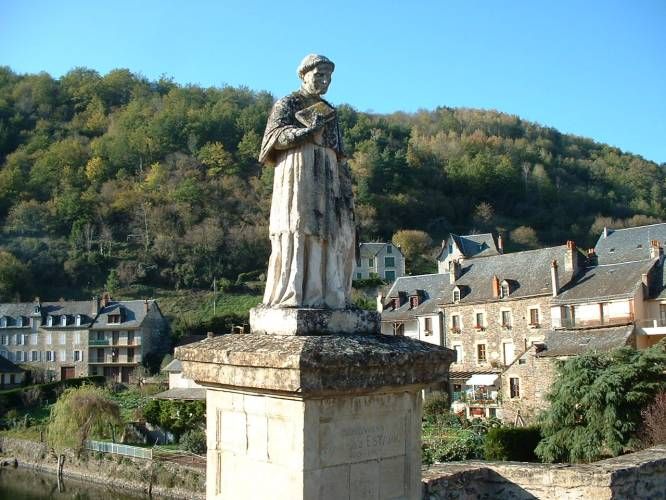
フランソワ・デスタン像
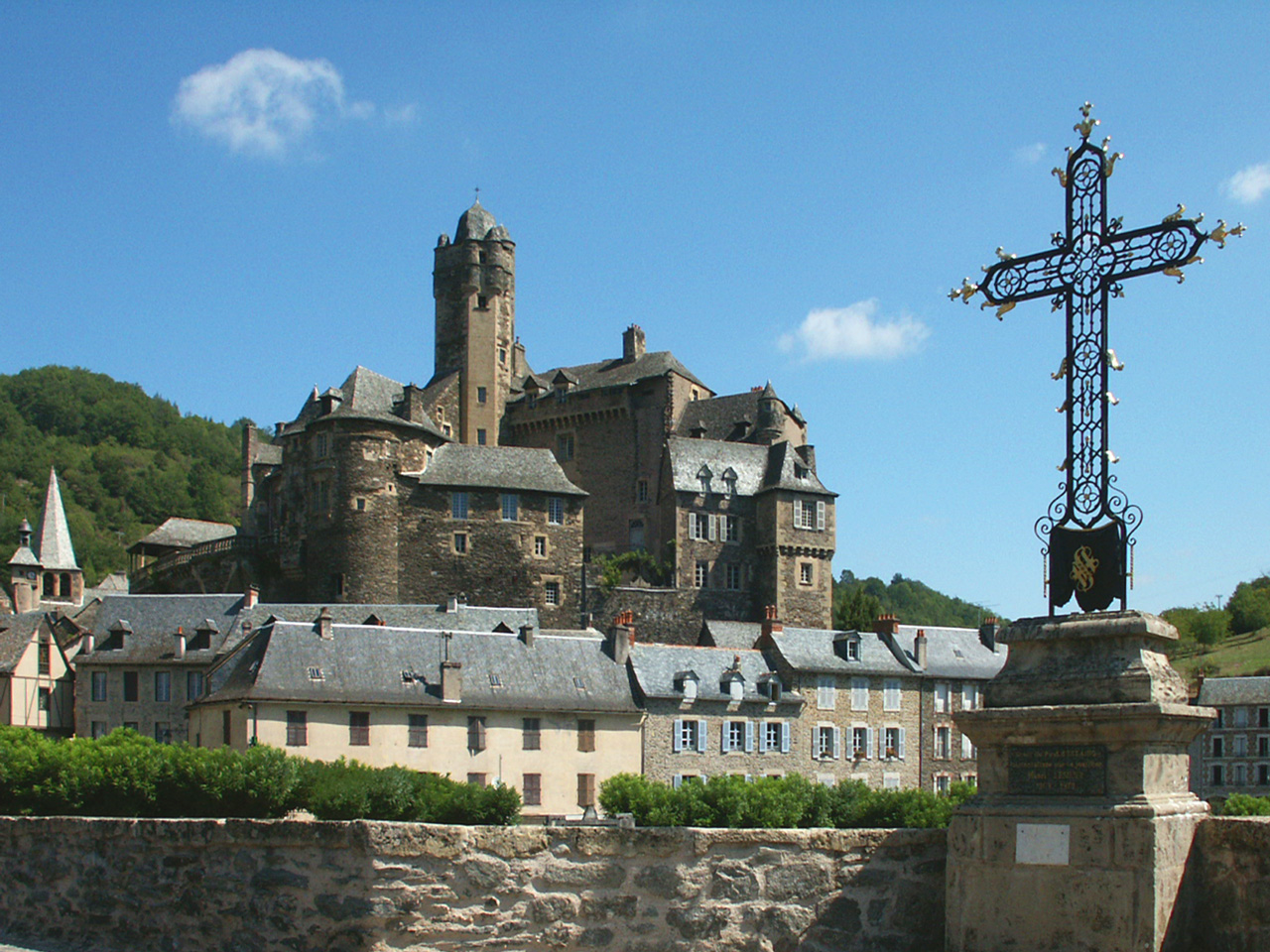
エスタン橋の十字架
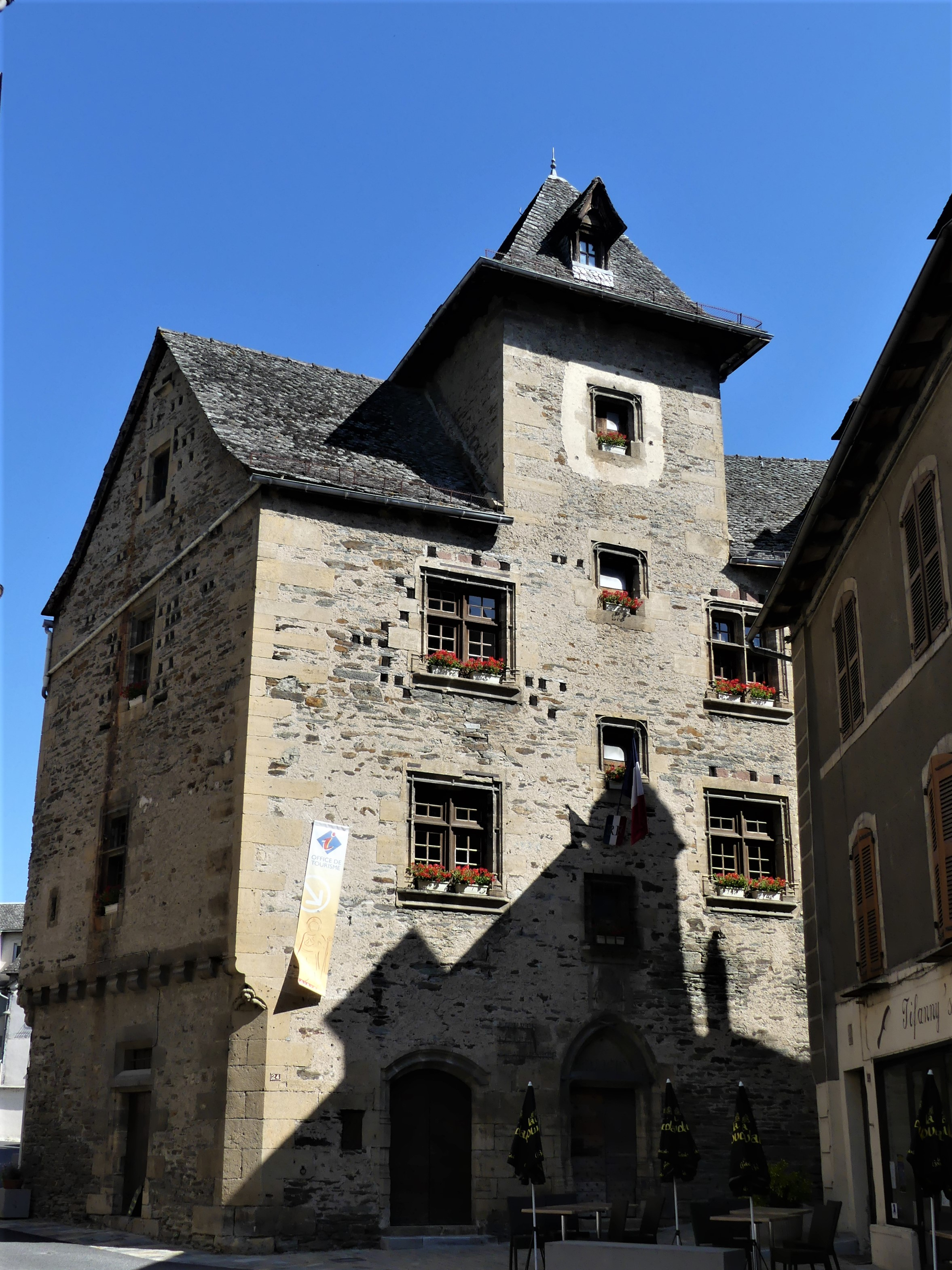
役場

- サン・フルーレ教会
- ヴィナックの教会
- ウラドゥの礼拝堂
- サン・フルーレの礼拝堂
- サン・フルーレの泉